# That's So Raven
That's So Raven is een Amerikaanse komedieserie gecreëerd door Michael Poryes en Susan Sherman en uitgezonden op Disney Channel. Ondanks dat Disney Channel de gewoonte heeft een televisieserie niet meer dan 65 afleveringen te laten maken, heeft That's So Raven, vanwege de populariteit rondom de televisieserie, 100 afleveringen op haar naam staan. De serie eindigde in maart 2007. Het leidde tot twee spin-offs: Cory in the House en Raven's Home sinds 2017, waarin Raven een tweeling heeft en een van hen heeft dezelfde kracht als zij.
De serie werd in Nederland en Vlaanderen van eind 2009 tot en met juli 2013 in het Engels met ondertiteling uitgezonden op Disney Channel. In december 2011 werd de reeks voor het eerst uitgezonden met Nederlandse nasynchronisatie. Na enkele maanden ging de Nederlandse versie van de buis. Disney Channel heeft de eerste drie seizoenen uitgezonden in het Engels en eveneens het eerste en tweede seizoen in het Nederlands. Het laatste seizoen werd nooit uitgezonden.

## Verhaal
Raven Baxter is een tiener met speciale krachten. Ze is namelijk helderziend. Daarmee krijgt ze visioenen waarmee ze in de toekomst kan kijken; deze komen op een plots moment, dat heeft ze niet in de hand. Ze gaan meestal over een van haar vrienden, over haar zelf of over haar jongere broer Cory. Elke aflevering krijgt Raven een visioen, en meestal gaat dat visioen over iets 'slecht' of 'minder leuks' waardoor ze, samen met haar twee beste vrienden Eddie en Chelsea, alles doet om dat te voorkomen. Maar juist daardoor komt het visioen wel uit. Achteraf gebleken leek het visioen in een andere context toch niet zo erg en komt het toch steeds weer goed.

## Rolverdeling

### Vaste Cast
| Acteur/Actrice         | Personage       | Status    |
| ---------------------- | --------------- | --------- |
| Raven-Symoné           | Raven Baxter    | 2003-2007 |
| Orlando Brown          | Eddie Thomas    | 2003-2007 |
| Anneliese van der Pol  | Chelsea Daniels | 2003-2007 |
| Kyle Massey            | Cory Baxter     | 2003-2007 |
| Rondell Sheridan       | Victor Baxter   | 2003-2007 |
| T'Keyah Crystal Keymáh | Tanya Baxter    | 2003-2006 |

### Terugkerende rollen
| Acteur/Actrice         | Personage          | Status    |
| ---------------------- | ------------------ | --------- |
| Rose Abdoo             | Señorita Rodriguez | 2003-2006 |
| Lil'J                  | Devon Carter       | 2003-2006 |
| Adrienne Bailon        | Alana Rivera       | 2003-2004 |
| Ashley Drane           | Muffy              | 2003-2006 |
| Frankie Ryan Manriquez | William            | 2003-2007 |
| David Henrie           | Larry              | 2004-2007 |
| Bobb'e J. Thompson     | Stanley            | 2004-2006 |
| Anne-Marie Johnson     | Donna Cabonna      | 2006      |

## Discografie

### Albums
| Album met eventuele hitnotering(en) in de Nederlandse Album Top 100 | Datum van verschijnen | Datum van binnenkomst | Hoogste positie | Aantal weken | Opmerkingen |
| ------------------------------------------------------------------- | --------------------- | --------------------- | --------------- | ------------ | ----------- |
| That's so Raven                                                     | 18-05-2004            | -                     |                 |              | Soundtrack  |
| That's so Raven too!                                                | 07-03-2006            | -                     |                 |              | Soundtrack  |